# 越波村
越波村（おっぱむら）は、かつて岐阜県本巣郡に存在した村である。
現在の本巣市根尾越波に該当する。
本巣郡の最北部に位置し、福井県に接する。
村名は、鎌倉時代の正応2年（1287年）の地震による土石流（山津波）がこの地域を襲った際、土石流が集落に向わず低い山嶺を越えていったことから付けられたという。

## 歴史
- 1889年（明治22年）7月1日 - 町村制により越波村が発足。
- 1897年（明治30年）4月1日 - 市場村・越卒村・門脇村・黒津村・神所村・天神堂村・長島村・長嶺村・中村と合併し、中根尾村が発足。同日越波村は廃止。

## 教育
- 越波尋常小学校　（後の根尾村立黒津小学校越波分校。1981年根尾村立長嶺小学校越波分校となり、1985年廃校）

## その他
- 1959年の宮古島台風、伊勢湾台風により大きな被害を受けたことをきっかけに多くの住民が集団離村し、2015年7月現在、この地域で登録されている人口は2人となっている[3]。